# مالك ديكسون
مالك ديكسون (بالإنجليزية: Malik Dixon)‏ مواليد 7 سبتمبر 1975 في شيكاغو، هو لاعب كرة سلة أمريكي سابق. بدأ مسيرته الاحترافية في سنة 1999. يبلغ طوله 6 قدم 1 بوصة (1.9 م). اعتزل اللعب في 2009.

## المسيرة الاحترافية
لعب مع ليموج سي إس بي في الدوري الفرنسي في موسم 2000–2001، ثم لعب مع نادي دن هيلدر لكرة السلة في سنة 2001، ثم لعب مع بييلا لكرة السلة في موسم 2001–2002، ثم لعب مع نادي جاورس دي لارا لكرة السلة في سنة 2003، ثم لعب مع غلطة سراي لكرة السلة في الدوري التركي في موسم 2005–2006.

## روابط خارجية
- مالك ديكسون على موقع كرة السلة الأوروبية.كوم (الإنجليزية)
- مالك ديكسون على موقع كلية كرة السلة في سبورتس رفرنس.كوم (الإنجليزية)
- مالك ديكسون على موقع ريلجم (الإنجليزية)
- مالك ديكسون على موقع بروبوليرز (الإنجليزية)
- مالك ديكسون على موقع سبورتس رفرنس (الإنجليزية)